# Вусјуе
Вусјуе (武穴) град је Кини у покрајини Хубеј. Према процени из 2009. у граду је живело 224.583 становника.

## Становништво
Према процени, у граду је 2009. живело 224.583 становника.
| 1990.   | 2000.   | 2009    |
| ------- | ------- | ------- |
| 185.128 | 209.482 | 224.583 |